# Irish grid

L'Irish grid

L'Irish grid è un sistema di coordinate geografiche largamente usato nella Repubblica d'Irlanda e nell'Irlanda del Nord.

## Storia
Né il Regno Unito né l'Irlanda usano latitudine e longitudine per definire una posizione geografica; invece è di uso comune un sistema "a griglia".
Questo sistema è gestito dall'Ordnance Survey Ireland insieme all'analogo ente dell'Irlanda del Nord.

## Struttura e parametri
Secondo questo sistema, l'area dell'Irlanda è divisa in 25 quadrati di 100 km di lato, ciascuno dei quali è contrassegnato con una lettera dalla A alla Z con esclusione della I; i sette quadrati contrassegnati con le lettere A, E, K, P, U, Y e Z non coprono alcun territorio irlandese.
In ciascun quadrato il calcolo della distanza parte dall'angolo a sud-ovest (in basso a sinistra) cosicché, ad esempio, l'indicazione G 03 05 si riferisce a una posizione del quadrato "G", 3 km verso est e 5 km verso nord.
L'origine del sistema è posto convenzionalmente in prossimità della costa occidentale del Lough Ree (contea di Roscommon) le cui coordinate geografiche sono 53° 30' N e 8° 00' W. Questo punto corrisponde a N 000 500.
L'accuratezza dell'indicazione della località è determinata dal numero di cifre; il sistema più comune prevede l'utilizzo di 6 cifre (3 per ciascuna coordinata) cosicché è possibile identificare la posizione con un'approssimazione di 100 m.
Le coordinate possono essere date anche prendendo come riferimento l'origine del quadrato 500x500 km (sempre l'angolo a sud-ovest), sempre nella sequenza "verso est" "verso nord".

Per esempio, la posizione del The Spire in O'Connell Street a Dublino può essere data come 315409, 234671 che è equivalente a O 15904 34671.